# デンマーク駅
デンマーク駅（英語：Denmark Station ）は、アメリカ合衆国サウスカロライナ州デンマーク ウェスト・バルーク・ストリート200にある駅。 全米各地を結ぶ旅客鉄道のアムトラックが乗り入れている。

## 概要
この1920年代赤レンガの旅客駅はアトランティック・コースト・ライン鉄道、シーボード・エア・ライン鉄道とサザン鉄道として供用されていた。デンマークとその周辺地域は、かなりの人口があったもののコロンビアとサバンナの間には停車駅がなかったため、1978年10月29日からアムトラックはニューヨーク - セントピーターズバーグ間の列車チャンピオン号の停車駅として利用を開始した。

## 利用可能な鉄道路線／列車
アムトラックの停車する列車は下記の通り。
ニューヨークとマイアミ間の夜行長距離列車シルバー・スター…1日1往復停車